# Biennale de Shenzhen & Hong Kong d'urbanisme et d'architecture
La Biennale de Shenzhen & Hong Kong d'urbanisme et d'Architecture ou Biennale BSHK est une biennale internationale qui se tient à Hong Kong en Chine depuis 2005.

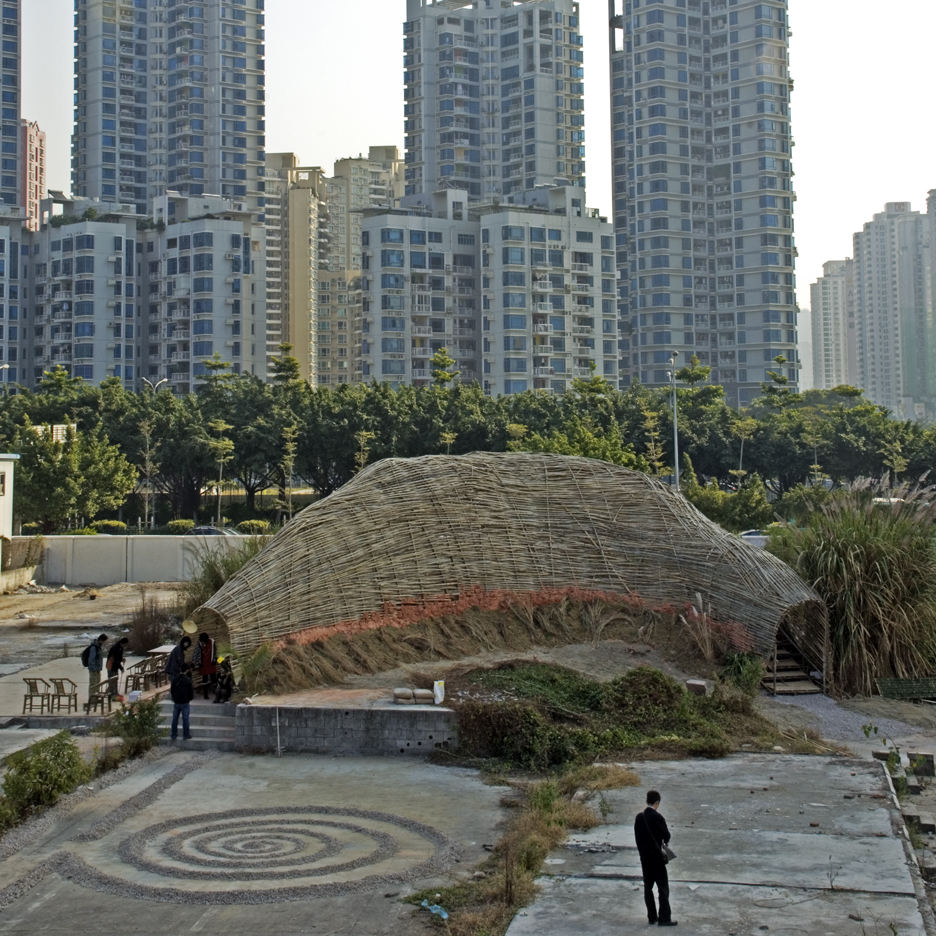
Le dôme d'insecte à la Biennale SZHK de 2009

En 2005, le gouvernement chinois a décidé de dédier la biennale à l'Architecture chinoise et à l'urbanisme afin de promouvoir la ville de Hong Kong et la région de Shenzhen.

## La Biennale
La Biennale des deux villes, d'urbanisme et architecture, également connue sous le nom de Biennale de Shenzhen & Hong Kong d'urbanisme et d'Architecture (UABB) de Shenzhen et Hong Kong, a été fondée en 2005. Elle se tient tous les deux ans depuis. Elle est considérée comme la seule biennale ou exposition biennale au monde à se concentrer spécifiquement sur l'urbanisme et l'urbanisation.
La Biennale est un événement culturel coopératif partagé par les deux villes sous un thème similaire. Le processus de sélection des équipes de curateurs de Hong Kong et de Shenzhen est un processus indépendant régi par différentes procédures et organisations. [1] L'exposition se déroule également dans différents lieux à Hong Kong et à Shenzhen, avec différents exposants, pendant des périodes similaires mais légèrement différentes.
Organisée à l'origine par le Centre d'art public de Shenzhen, la Biennale inaugurale a eu lieu à Shenzhen et a attiré plus d'un million de visiteurs. La Biennale a été organisée à Hong Kong pour la première fois, en janvier 2008, avec l'exposition "Refabricating City" dans le bâtiment du Poste de police central. 